# Ministère de l'Environnement (Pérou)
Pour les articles homonymes, voir Ministère de l'Environnement.
Le ministère de l'Environnement (en espagnol : Ministerio del Ambiente (MINAM)) est un ministère du Pérou chargé de la conservation et de l'utilisation durable des ressources naturelles, de l'amélioration de la biodiversité et de la qualité de l'environnement au profit des personnes et de l'environnement.

## Histoire
Avant la création du ministère, il existait un « Conseil national de l'Environnement (Consejo Nacional del Ambiente (CONAM)) ». Le ministère a été créé le 13 mai 2008 par décret législatif n°1013. Le premier titulaire du poste est Antonio Brack Egg, le 16 mai 2008.

## Organismes affiliés
Le ministère regroupe notamment l'Institut géophysique du Pérou (IGP), le Service national de météorologie et d'hydrologie du Pérou (SENAMHI) et des organismes publics techniques spécialisés, tel que l'Institut de recherche de l'Amazonie péruvienne (IIAP), l'Institut national de recherche des glaciers et des écosystèmes de montagne (INAIGEM), l'Agence d'évaluation et de contrôle de l'environnement (OEFA), le Service national des aires naturelles protégés par l'État (SERNANP) et le Service national de certification environnementale pour les investissements durables (SENACE).

## Liste des ministres
- Antonio Brack Egg, 16 mai 2008 - 28 juillet 2011
- Ricardo Giesecke (es), 28 juillet 2011 - 10 décembre 2011
- Manuel Pulgar-Vidal (es), 11 décembre 2011 - 28 juillet 2016
- Elsa Galarza (es), 28 juillet 2016 - 2 avril 2018
- Fabiola Muñoz (es), 2 avril 2018 - 11 mars 2019
- Lucía Ruiz (es), 11 mars 2019 - 30 septembre 2019
- Fabiola Muñoz (es), 3 octobre 2019 - 15 juillet 2020
- Kirla Echegaray (es), 15 juillet 2020 - 12 novembre 2020
- Lizzet Rojas (es), 12 novembre 2020 - 18 novembre 2020
- Gabriel Quijandría (es), 18 novembre 2020 - 28 juillet 2021
- Rubén Ramírez Mateo, 29 juillet 2021 - 1er février 2022
- Wilber Supo (es), 1er février 2022 - 8 février 2022
- Modesto Montoya, 8 février 2022 - 24 août 2022
- Wilbert Rozas (es), 24 août 2022 - 7 décembre 2022
- Albina Ruiz (es), 10 décembre 2022 - aujourd'hui